# Heinrich Christoph von Penkler
Freiherr Heinrich Christoph von Penkler (auch: Penckler oder Penckhler; * 1700 in Wien; † 16. November 1774 in Wien) war österreichischer Politiker und Diplomat.

## Leben
Nach einem Vorbereitungsstudien in Wien wurde er im Jahr 1719 als Sprachenknabe nach Konstantinopel geschickt. Dort kam er zum damaligen Internuntius Graf Damian Hugo von Virmont. Dort sollte er die orientalischen Sprachen lernen. Er war ein eifriger Schüler und machte sich auch im Kanzleigeschäft unter dem kaiserlichen Residenten Joseph von Dierling nützlich. Eine Position die genaue Kenntnis der Gepflogenheiten und Förmlichkeiten, welche damals im diplomatischen Verkehr mit der ottomanischen Pforte eine wichtige Rolle spielten. Aber seine Gesundheit hatte unter dem Klima gelitten und als 1727 der Resident Dierling nach Wien zurückkehrte, ging auch Penkler mit. Er wurde 1726 zum kaiserlichen Hofdolmetscher ernannt. Er unterstützte in den nächsten Jahren zahlreiche an den kaiserlichen Hof abgeschickte Gesandtschaften aus Afrika und den Orient bei ihren Geschäften in Wien. 1737 wurde er Hofkriegssekretär und Legations-Secretär des Grafen Ulefeld. Dieser ging mit Penkler als Großbotschafter nach Konstantinopel. Penkler blieb danach als Resident in Konstantinopel. 1743 hatte er die Ehre sein Beglaubigungsschreiben dem Sultan persönlich zu überreichen, dass war zuvor von einem Großvezier gemacht worden. 1745 wurde er Internuntius. Seine Gewandtheit als Verhandler zeigte sich, als es ihm gelang die Genehmigung zum Wiederaufbau einer Kirche für die Franziskaner in Chios zu erhalten. Zuvor war der Wiederaufbau von zerstörten Kirchen nicht gestattet. Auch gelang es ihm die Erweiterung der Kirche der Trinitarier in Pera genehmigen zu lassen. Im Juli 1747 gelang Penkler der Abschluss der Erneuerung des Belgrader Friedens und dem Austausch der Friedensurkunden zwischen Österreich und dem osmanischen Reich (gegen den Widerstand der Franzosen). Dafür erhielt er am 14. Oktober 1747 den Freiherrenstand. Es gelang ihm auch die Sicherheitsgarantien für Schiffe gegen die Barbaresken-Korsaren zu verhandeln. Dem Abkommen traten anschließend noch viele Hafenstädte bei. Außerdem konnte er 1750 weitere Konsulate in der Levante eröffnen. 1755 erhielt er seine Abberufen und kehrte nach Wien zurück.
Während des Siebenjährigen Krieges kam er zu einer Annäherung zwischen Preußen und dem osmanischen Reich. Der Wiener Hof schickte am 10. Mai 1762 Penkler wieder nach Konstantinopel. Nach Verhandlungen wurden die bereits in Ungarn stehenden Truppen im Frühjahr 1763 abgezogen und entlassen. Er wurde durch Franz Anton Brognard abgelöst und kehrte 1766 nach Wien zurück. Am 9. Dezember in Wien angekommen, wurde er am Kaiserhofe mit vielen Pomp empfangen und im Januar 1767 durch Verleihung der Würde eines wirklichen geheimen Rates ausgezeichnet. Er verbrachte den Rest seines Lebens in Wien, wo er am 16. November 1774 starb.

## Familie
Penkler heiratete Elisabeth von Collet († 6. April 1767), eine Tochter des kaiserlichen Burggrafen der Wiener Neustadt Franz Elias von Collet († 12. Januar 1731). Das Paar hatte mehrere Kinder:
- Theresia (* 3. Juli 1742; † 19. Februar 1819) ⚭ 1761 Freiherr Anton von Doblhoff-Dier (* 1733; † 20. Dezember 1812)
- Elisabeth (* 21. Juni 1753; † 13. März 1840) ⚭ 1771 Freiherr Franz Joseph von Münch-Bellinghausen (* 10. November 1735; † 3. Oktober 1802)
- Joseph (* 10. Februar 1751; † 22. April 1830), Politiker ⚭ 1774 Freiin Josepha von Toussaint († 25. April 1798)[4]